# Formosillo zimmeri
Formosillo zimmeri är en kräftdjursart som beskrevs av Karl Wilhelm Verhoeff 1928. Formosillo zimmeri ingår i släktet Formosillo och familjen Armadillidae. Inga underarter finns listade i Catalogue of Life.